# Смокі-Гілл
Смокі-Гілл (англ. Smoky Hill River) — річка на півночі центральної частини штату Канзас і на крайньому сході штату Колорадо, США. Має 925 км в довжину ; площа басейну — близько 49 883 км ². Середня витрата води в районі міста Ентерпрайз становить 44 м ³ / с .

## Географія
Бере початок у Високих рівнинах, на сході штату Колорадо, на території округу Шаєнн. 2 основних верхів'я річки зливаються в окрузі Логан штату Канзас, за 8 км на захід від міста Рассел-Спрінгс. Тече переважно в східному напрямку. У Смокі-Гілл впадає дві великих притоки: річки Салін та Соломон. Зливається з річкою Репаблікан в районі міста Джанкшен-Сіті, формуючи річку Канзас яка впадає в Міссурі. 
На річці Смокі-Гілл є 2 водосховища:
- Седар-Блафф — в окрузі Трегье;
- Канополіс — в окрузі Еллсворс.

Найбільше місто на берегах річки — Салайна.
Шведський художник-постімпресіоніст Свен Біргер Сандзо був захоплений долиною річки Смокі Гілл, що стало улюбленою темою в його творчості, значна частина якого присвячена видам американського Південного Заходу.